# Chorvatsko a Srbsko (rukopisná mapa)
Rukopisná mapa Chorvatsko a Srbsko je národnostní mapa autora Pavla Josefa Šafaříka zobrazující města, vodstvo a ostrovy, území mezi 14°07‘02‘‘ → 22°32‘38‘‘ východní délky/ 45°10‘27‘‘→42°08‘20‘‘ severní šířky. Mapa pokrývá zejména oblasti dnešního Chorvatska, Bosny a Hercegoviny, Srbska a Černé Hory. Mapa vznikla v rozpětí let 1825-1855.

## Popis
Mapa je vyobrazena na jediném archu o rozměrech 38 x 48 cm, který je podlepen papírem o rozměrech 40,7 x 52 cm. Je zobrazeno pouze mapové pole, které zobrazuje moře, pevninu, města a říční systém. Protože se jedná o pracovní podkladovou studii, neobsahuje mapa název ani jiné informace jako směrovou růžici, měřítko, rok vyhotovení, legendu či další poznámky.
Vlastní mapa zabírá téměř celý prostor. Černou barvou je zachycena hustá síť toků, poloha sídel a členitost pobřeží. Hustota vyobrazených sídel je po celém pobřeží stejná, přičemž vyobrazená sídla mají povahu středních a větších sídel. Říční síť je vyobrazena detailně, i když pojmenovány jsou opět střední a větší toky. Členitost pobřeží je detailně vyobrazena a odpovídá skutečnosti. Všechny ostrovy jsou pojmenovány, avšak ne všechny poloostrovy mají svůj topografický název. 
Celé mapové dílo je černobílé. Jen některá města jsou červeně podtržená: Zadar (Diadora), Trogir (Trangurium), Split (Aspalrtum), Solin (Salona), Dubrovnik (Rausium). Podtrženy jsou vždy jen názvy v závorkách a jedná se pravděpodobně o historická města.
Názvy jsou psány jednoduchou ne příliš zdobnou vázanou latinkou. Vyjadřovacím jazykem je moderní čeština. U názvů některých sídel jako např. Split, Trogir, Zadar, Dubrovník je použit i jiný jazyk (latinské názvy původních sídel).
V mapě jsou použity dva druhy grafických symbolů, bodové a liniové. Linie jsou použity pro znázornění řek a také pro členitost pobřeží. Body zobrazují sídla. Oblast mapy, ve které je vyobrazeno moře, je ponechaná čistá bez náznaku znázornění např. mořské hloubky. Na celé mapě není zobrazen výškopis. Nad pevninou jsou zřetelné pokusy o zeměpisnou síť, (poledníky a rovnoběžky – dokresleny tužkou). Nad mořem tato síť chybí.  

### Stav mapy
Mapa je nakreslena na pauzovací papír, který je podlepen čtvrtkou. Mapa je ve velice dobrém a zachovalém stavu, avšak na některých místech je natržená a po okrajích se odlepuje od podkladu. V levém dolním rohu se nachází razítko Čs. Akademie věd – kabinetu kartografie se signaturou 97cB26.
Mapa je uložena v Mapové sbírce PřF Univerzity Karlovy v Praze. 

### Účel
Účel této mapy není stoprocentně jistý. Pravděpodobně však sloužila jako podkladová studie pro etnografickou mapu ke Slovanským starožitnostem. Jednalo se o soukromý náčrtek (lze to soudit z absence veškerých mapových náležitostí jako název mapy, legendy atd.), který byl dále podkladem pro komplexnější mapové dílo.
Z vlastností mapy (vynechání moře, výškopisu, důrazu na sídelní strukturu) lze usuzovat, že mapa sloužila jako podklad pro zobrazení nějakého sociálně-geografického jevu. S největší pravděpodobností tato mapa sloužila jako podklad pro znázornění na území Balkánského poloostrova, zejména tedy v oblasti Srbska a Chorvatska. Jednalo se tedy nejspíš o podklad k etnografické mapě slovanských kmenů.

### Historie
Rukopis mapy vznikl pravděpodobně v období 1825-1855. Na mapě samotné datace chybí, protože se jedná o rukopisný podklad pro další studie. 
Jen díky autorovým životopisným faktům lze předpokládat, že mapa vznikla v období po roce 1819. P. J. Šafařík se právě v této době přestěhoval do Srbska, kde působil zejména jako ředitel a později jako učitel na gymnáziu v Novém Sadu. Právě jeho pobyt v Srbsku, kde žil až do roku 1833 napomohl Šafaříkovi k získání několika cenných literárně-historických materiálů, které později zpracovával v Praze. Historické a národností problematice se Šafařík věnoval delší dobu a materiály postupně rozšiřoval a doplňoval.  